# Miranda del Castañar
Miranda del Castañar település Spanyolországban, Salamanca tartományban. Miranda del Castañar Garcibuey, Molinillo, Pinedas, Sotoserrano, Cepeda és Villanueva del Conde községekkel határos. Lakosainak száma 381 fő (2024).

## Népesség
A település népessége az elmúlt években az alábbi módon változott:
| Lakosok száma | 651  | 576  | 533  | 522  | 495  | 467  | 416  | 402  | 396  | 381  |
|               | 2001 | 2004 | 2007 | 2009 | 2012 | 2014 | 2017 | 2019 | 2022 | 2024 |